# Wincenty Buczek
Wincenty Buczek (ur. 19 sierpnia 1893 w Mokrzyszowie, zm. 17 lutego 1951) – polski działacz społeczny i nauczyciel. Jeden z organizatorów Republiki Tarnobrzeskiej.

## Życiorys
Syn Franciszka i Katarzyny, urodzony w biednej rodzinie chłopskiej. Po ukończeniu czteroklasowej szkoły powszechnej w Mokrzyszowie, w latach 1909–1913, uczęszczał do seminarium nauczycielskiego w Rudniku nad Sanem. Po zdaniu matury w 1913 roku rozpoczął pracę w szkole w Machowie. W czasie I wojny światowej walczył w szeregach armii austriackiej.
W 1918 roku należał do współorganizatorów ruchu Republiki Tarnobrzeskiej. Wszedł w skład będącego władzą wykonawczą republiki Powiatowego Komitetu Chłopskiego. Według wspomnień Jana Gruszczyńskiego wszedł w skład kierownictwa Komitetu Rewolucyjnego republiki, który miał kierować ruchem chłopskim. Józef Rawski podaje jednak w wątpliwość istnienie tego komitetu i sugeruje, że wystąpienia chłopów na obszarników i dwory w tym regionie i okresie były mniej zorganizowane niż we wspomnieniach Gruszczyńskiego oraz miały raczej charakter napadów rabunkowych. Republika łączyła w sobie legalistyczny nurt radykalnych polityków chłopskich i nurt rabunkowy. Rabunki po części wynikały również z ideologii odwetu na elitach, które wzbogaciły się w czasie wojny – motywacja ta była charakterystyczna dla zielonych kadr, które stanowiły główną siłę militarną Republiki. 
W 1918 roku podjął pracę pedagogiczną w Sobowie. Z jego inicjatywy w tej miejscowości rozpoczęto budowę szkoły powszechnej, która została oddana do użytku w 1930 roku. Objął funkcję kierownika placówki w Sobowie. W 1939 roku pełnił funkcję prezesa zarządu oddziału powiatowego Związku Nauczycielstwa Polskiego w Tarnobrzegu. 
W czasie okupacji niemieckiej brał udział w organizowaniu tajnych struktur nauczania w powiecie tarnobrzeskim. Zagrożony aresztowaniem przez Gestapo ukrywał się w okolicznych wsiach i wyjechał do Warszawy, gdzie działał w polskiej konspiracji pod pseudonimem Mieczysław Zawiślak. Aresztowany i wywieziony do obozu po wybuchu powstania warszawskiego. 
Po okresie rekonwalescencji powrócił do działalności oświatowo-pedagogicznej. Powrócił również na stanowisko kierownika szkoły w Sobowie. Zmarł w 1951 roku. 
W 1961 roku jego imieniem nazwano szkołę podstawową w Sobowie. Po zmianach terytorialnych jest to Szkoła Podstawowa nr 11 im. Wincentego Buczka w Tarnobrzegu).